# Peter-und-Paul-Kirche (Oberwöllan)

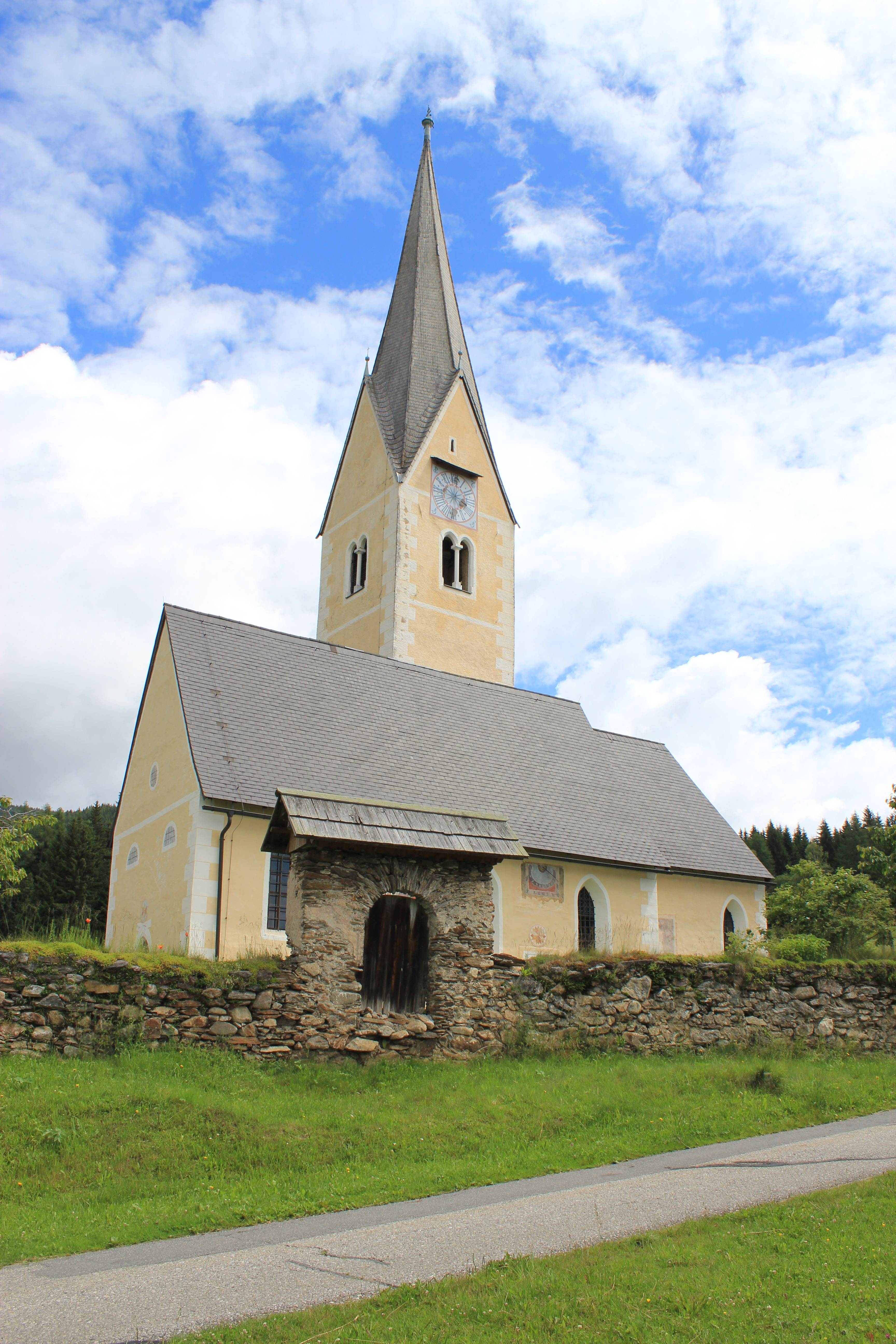
Kirche

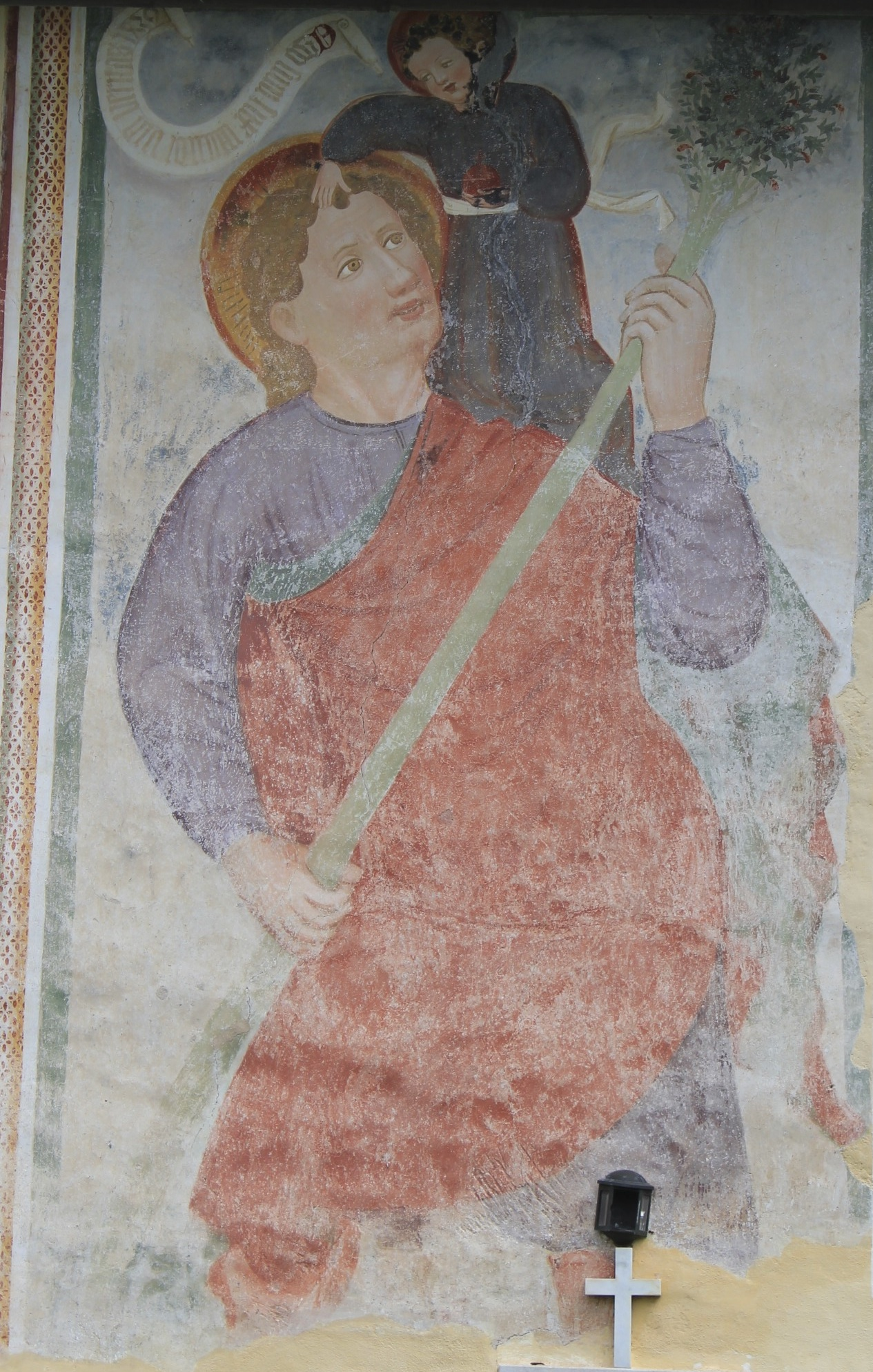
Christophorusfresko

Die Kirche Peter und Paul liegt in einer Seehöhe von etwa 1200 m in Oberwöllan am Südhang des Wöllaner Nocks in der Gemeinde Arriach. Sie ist eine Filialkirche von Afritz. 

## Geschichte
Die Kirche wurde im 14. Jahrhundert erbaut und 1615 erstmals als Filialkirche von Treffen urkundlich erwähnt. 

## Bauwerk
Die ehemalige Wehrkirche ist ein kleiner gotischer Bau mit romanischen Kern. Am Langhaus schließt ein eingezogener, niedriger Chor an. Nördlich des Chores ist eine Sakristei angebaut. Der viergeschoßige Nordturm am Ostende des Langhauses mit Biforienschallfenstern und Schießscharten ist mit einem Spitzgiebelhelm bekrönt. 
Die Glocke wurde 1678 von Lorenz Petz gegossen. 
1993 wurde an der Südwand ein Christophorusfresko von 1439, ein gotischer Feiertagschristus und zwei Sonnenuhren freigelegt.
An der Südseite des Langhauses und im Chor befinden sich Spitzbogenfenster, in der Westfassade ein gotisches profiliertes Spitzbogenportal und in der Südwand ein kleines gotisches Portal mit Schulterbögen. In der Kirchenmauer ist ein römerzeitlicher Grabstein für das einheimische Ehepaar Piletus und Severa eingelassen.
Über dem Langhaus erstreckt sich eine flache schablonierte Kassettendecke von 1530, die 1864 restauriert wurde. Die hölzerne Orgelempore besitzt eine Brüstung mit geschnitzten und bemalten Ornamentfeldern aus der ersten Hälfte des 16. Jahrhunderts. Ein gotisches Portal mit Schulterbogen in der nördlichen Langhauswand führt in den Turm. Ein spitzbogiger Triumphbogen verbindet das Langhaus mit den einjochigen Chor mit ⅝-Schluss und Stichkappengewölbe. Ein Spitzbogenportal führt in die kreuzgratgewölbte Sakristei. Im Chor haben sich Fresken eines unbekannten Meister aus dem Jahre 1494 erhalten. An der Südwand ist das Jüngste Gericht dargestellt, auf der gegenüberliegenden Seite eine weitgehend zerstörte Ölbergszene.

## Einrichtung
Der Hochaltar mit gedrehten Säulen und Akanthusschmuck stammt aus dem Jahre 1706. Das Altarblatt zeigt die Apostelfürsten Peter und Paul und wird von den Statuen der Heiligen Ulrich und Rupert flankiert. Im Aufsatzbild ist die Marienkrönung dargestellt.
Rechts steht der frühbarocke Marienaltar mit Säulen aus dem Jahre 1661. Das Hauptbild zeigt eine Mondsichelmadonna mit Kind, das Aufsatzbild wieder eine Marienkrönung. In die Mensa ist ein römerzeitlicher Grabstein für das einheimische Ehepaar Calendinus und Secunda eingearbeitet.
Das wertvollste Objekt der Kirche ist ein spätgotischer Flügelaltar aus dem Jahre 1519. Links in der Kirche steht heute der Altartisch mit Predella, auf der das Schweißtuch der Veronika und Engeln abgebildet sind. Der Rest des Altares ist als Dauerleihgabe im Diözesanmuseum Klagenfurt ausgestellt. 
Die Kanzel mit gemalten Evangelistendarstellungen und einer Hand mit Kruzifix stammt von Anfang des 18. Jahrhunderts.
Das Betgestühl aus dem 16. Jahrhundert mit den gangseitigen Klappsesseln ist einzigartig in Kärnten. 